# If I Was
If I Was är en låt av Midge Ure utgiven som singel från albumet The Gift. Den nådde första plats på brittiska singellistan i oktober 1985. Det var Ures tredje listetta efter framgångarna med Sliks Forever and Ever 1976 och Band Aids Do They Know It's Christmas? 1984. Låten blev även en stor internationell hit med topp 10-placeringar i flera länder. If I Was låg fem veckor på Trackslistan med som bäst en 6:e plats den 19 oktober 1985.
12"-utgåvan av singeln innehåller en coverversion av David Bowies låt The Man Who Sold The World.

## Utgåvor
7" singel
- If I Was – 4.46
- Piano – 2.27

12" singel
- If I Was (Extended Mix) – 6.45
- Piano – 2.27
- The Man Who Sold The World – 5.30